# Costantino IV d'Armenia
Guido di Lusignano, noto come Costantino IV d'Armenia o anche Costantino II ((HY)  Կոստանդին Բ, traslitterazione dall'armeno occidentale: Gosdantin o Kostantine; ... – Cilicia, 17 aprile 1344), è stato un re francese fu il primo re dei Lusignano della Piccola Armenia, dal 1342 fino alla morte.

## Biografia

### Infanzia

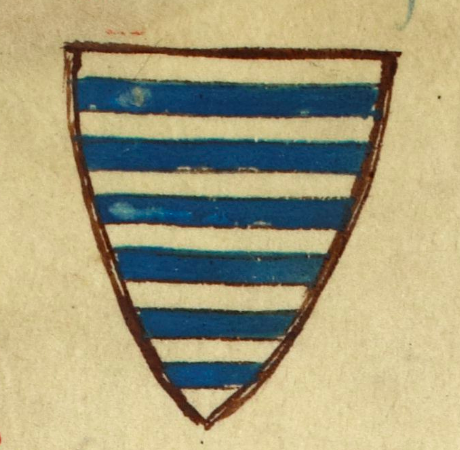
Lo stemma dei Lusignano nellHistoria anglorum

Secondo Les familles d'outre-mer, Guido era il figlio maschio quartogenito del signore di Tiro, che fu anche reggente e usurpatore della corona di Cipro, Amalrico e della moglie, Isabella d'Armenia, che secondo il King Hetum II's Chronicle, apparteneva alla famiglia degli Hetumidi, era figlia del re della Piccola Armenia, Leone III e della moglie, una discendente dei signori di Lampron, Keran di Lampron, figlia di Aitone IV, signore di Lampron.
Secondo Les familles d'outre-mer, Amalrico II di Tiro era il figlio maschio terzogenito del re di Cipro (Ugo III) e di Gerusalemme (Ugo I), Ugo di Poitiers e della moglie, Isabella d'Ibelin, che sempre secondo Les familles d'outre-mer, era figlia di Guido d'Ibelin, maresciallo e connestabile del Regno di Cipro, e della moglie, Filippa Barlais, figlia di Amalrico Barlais e della moglie, Agnese di Margat, figlia di Bertrando, signore di Margat.
Suo padre, Amalrico, tra il 1306 e il 1310, spodestò il proprio fratello, il re di Cipro, Enrico II; non è chiaro se assunse formalmente la corona o se fosse incoronato, tuttavia, governò come Rettore o Reggente di Cipro e Gerusalemme, per circa quattro anni accolto, almeno inizialmente, dal favore popolare.
Sua madre, Isabella, fu direttamente coinvolta, quando, nel mese di ottobre 1309, andò in Armenia per concordare col fratello, il re Oscin d'Armenia, il trasferimento in Cilicia da esiliato di Enrico II di Cipro, lasciando a Cipro due figli, Giovanni e Guido, come viene riportato sia dalla Chroniques d'Amadi et de Strambaldi. T. 1, sia dalla Chronique de l'Île de Chypre; Enrico II fu poi esiliato nel febbraio del 1310.
Pochi mesi dopo l'esilio di Enrico II, il 5 giugno del 1310, suo padre, Amalrico, fu assassinato a Nicosia da Simone di Montolif.
Dopo la morte di Amalrico II, vi furono circa due mesi di trattative, tra i partigiani di Enrico e coloro che erano rimasti fedeli a Isabella la vedova di suo fratello, con l'intervento della regina madre, Isabella d'Ibelin; nel mese di agosto, Isabella e i suoi figli, tra cui Guido, si recarono in Cilicia, chiesero perdono e restituirono la corona e i sigilli reali a Enrico II, che rientrò nel suo regno, arrivando il 27 agosto a Famagosta, dove fu accolto trionfalmente dalla popolazione, e a Nicosia il 10 settembre. Questi avvenimenti sono narrati anche nella Chronique de l'Île de Chypre.
Guido rimase in Cilicia sino al 1317 poi si recò a Costantinopoli e, secondo lo storico ungherese Weyprecht Hugo von Rüdt von Collenberg rimase nei territori dell'impero bizantino per circa 25 anni.
Tra il 1320 e il 1323, secondo il Recueil des historiens des croisades. Documents arméniens. Tome second, sua madre, Isabella, fu fatta imprigionare insieme ai suoi quattro fratelli, Ugo, Enrico, Giovanni e Boemondo e poi fu assassinata per volontà del reggente Oscin di Corico, che agiva in qualità di tutore del nipote, Leone V e voleva ridurre il numero di pretendenti al trono del regno di Cilicia.

### Ascesa nell'impero bizantino

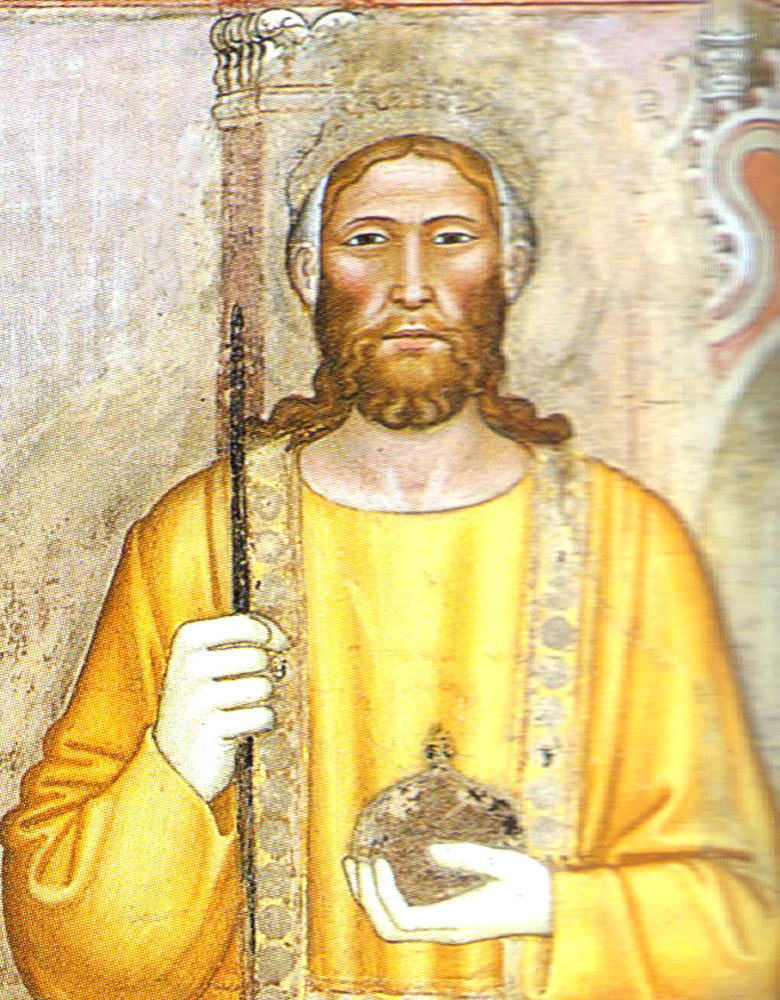
Ritratto di Pietro I di Lusignano di Andrea di Bonaiuto
Affresco del Cappellone degli Spagnoli della Basilica di Santa Maria Novella, Firenze, 1366

Ancora secondo Les familles d'outre-mer, Guido, per parte di madre, era parente dell'imperatore, Andronico III Paleologo, figlio di Rita d'Armenia; probabilmente sfruttando la parentela, secondo il Recueil des historiens des croisades. Documents arméniens. Tome premier, aveva ottenuto una posizione considerevole e si era fatto una reputazione militare notevole.
Dal 1328 al 1341, fu stratega e governatore di Serres, in Macedonia; infatti ancora secondo il Recueil des historiens des croisades. Documents arméniens. Tome premier, Guido si coalizzò con i governatori della Tessaglia e di Salonicco, per contrastare l'usurpatore del trono di Bisanzio, il reggente e coimperatore, Giovanni VI Cantacuzeno nella sua avanzata su Serres.

### Matrimoni
Si sposò la prima volta in Costantinopoli attorno al 1318 con una principessa della famiglia dei Cantacuzeni († 1330 circa) senza avergli dato figli, e la seconda tra il 1330 ed il 1332, con Theodora Syrgiannaina († tra il 1347 e il 1349), figlia di Syrgiannes Paleologo Philanthropenos, il Pinkernēs ("Coppiere") († 1334); dal secondo matrimonio nacquero due figli; ancora secondo lo storico ungherese Weyprecht Hugo von Rüdt von Collenberg la seconda moglie, Teodora era stata adottata dall'imperatrice Rita d'Armenia.

### Re latino di Armenia
Suo cugino Leone V, l'ultimo monarca della dinastia Hetumide di Cilicia, fu assassinato dai baroni il 28 dicembre 1341 e Guido, il parente più prossimo, fu l'erede designato nel testamento, ma soprattutto per la sua reputazione fu prescelto dal clero e dai baroni del regno.
Guido era riluttante poiché sua madre e due dei suoi fratelli erano stati assassinati dal reggente armeno Oscin di Corico, ma alla fine lasciò Costantinopoli per raggiungere il suo nuovo regno, mentre suo fratello Giovanni di Lusignano, che al momento della morte del re si trovava in Cilicia, ne assicurava la reggenza.
Oltre alla legittimità dinastica, il Lusignano rappresentava per il regno l'ultima risorsa per difendersi e sopravvivere di fronte ai Mamelucchi; ma quando il sultano d'Egitto attaccò la Cilicia, Guido si rinchiuse in una fortezza lasciando che il paese fosse devastato dagli infedeli, chiedendo aiuto a papa Clemente VI.
Guido arrivò in Cilicia a capo di una schiera di cavalieri e fu incoronato re a Sis, nell'ottobre del 1342; invece di dedicarsi alla difesa del regno, si occupò delle controversie religiose tentando di imporre alla chiesa di Armenia la sottomissione alla chiesa di Roma e l'abbandono del monofisismo; promise a papa Urbano VI la conversione degli Armeni, che a sua volta gli inviò una flotta a difendere le coste e gli promise aiuti in denaro e uomini.

### Morte

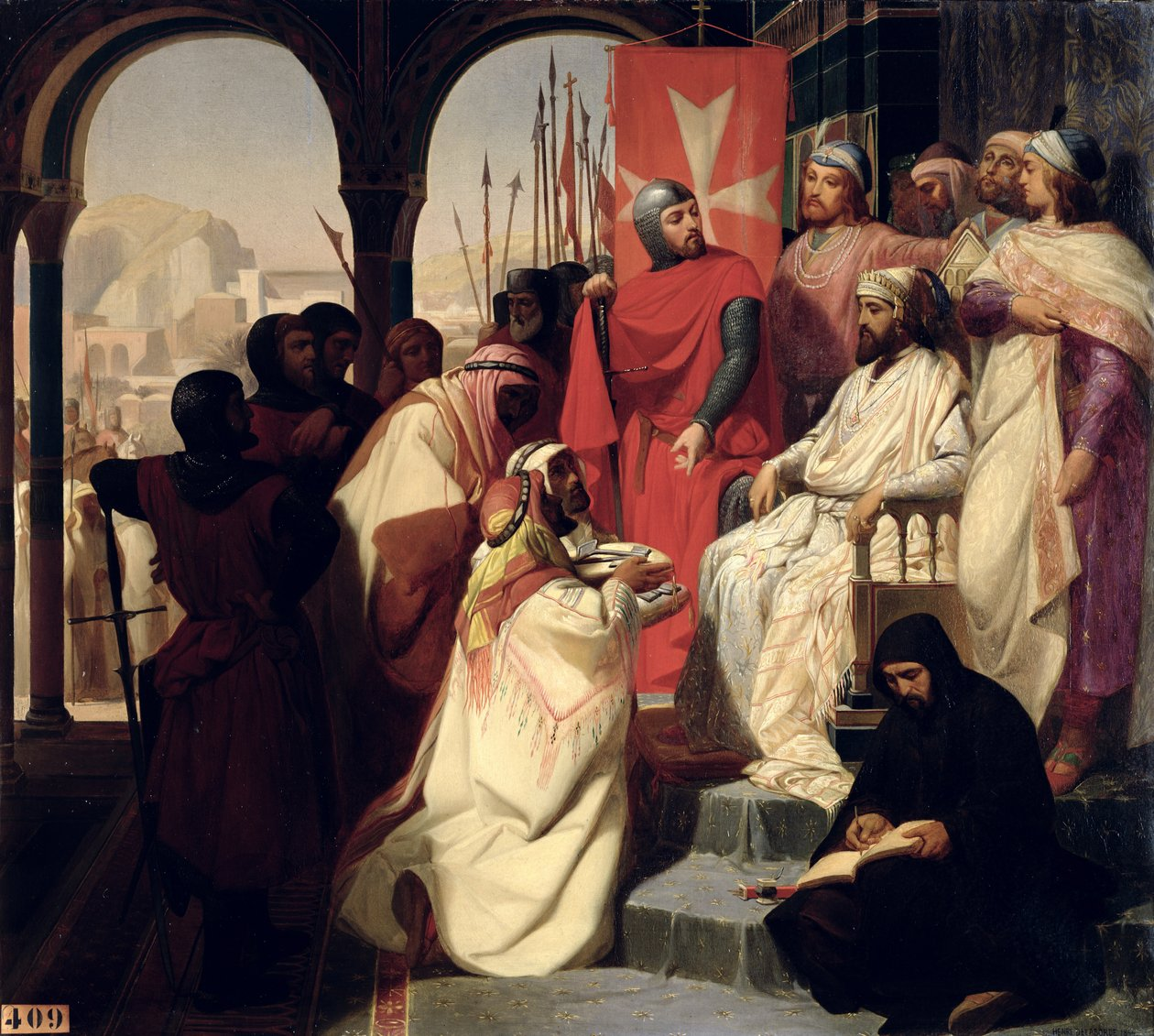
Costantino V d'Armenia sul suo trono con gli ospitalieri. Dipinto nel 1844 da Henri Delaborde: Les chevaliers de Saint-Jean-de-Jerusalem rétablissant la religion en Arménie

Reso più aggressivo dalle promesse papali, Guido continuò nella sua politica, ma molto rapidamente, delle rivolte decimarono il suo seguito di occidentali, il fratello Giovanni fu assassinato il 10 ottobre 1343, e lui stesso, assieme al fratello, Boemondo fu ucciso o assassinato in una rivolta in Cilicia il 17 aprile 1344; Guido e Boemondo furono tumulati ad Adana ed in un secondo tempo, i loro corpi furono traslati a Tarso. Alla notizia dell'assassinio di Guido e di tutti i francesi il papa ne fu addolorato e non inviò più gli aiuti promessi.
Il suo regno era stato effimero, anche per le continue rivolte militari.
Dopo la morte di Guido, i baroni armeni misero sul trono un suo lontano cugino Costantino V Neghir, discendente della dinastia degli Hetumidi.

### Altre fonti
Un anonimo re armeno simile a Constantino e menzionato nella "Nuova Cronica" di Giovanni Villani (Libro XIII, Capitolo XL):
Nel detto anno MCCCXLIIII il re d’Erminia, il quale avea per moglie la figliuola del prenze di Taranto e della Morea, e nipote del re Ruberto, e per amore della moglie si dilettava co’ baroni e cavalieri latini, che più gli piacea i loro costumi che quelli delli Ermini, e quanta buona gente di ponente capitava in sua corte gli ritenea a suo soldo, chi a cavallo, e chi a piè; per la qual cosa i baroni ermini per invidia ordinarono tradimento, e uccisono il detto loro re. E ancora ci ebbe, e fu grande cagione della sua morte, che ’l papa per suoi legati gli avea promesso sussidio e aiuto alla difensione di Saracini, e·rre di Francia più tempo dinanzi presa la croce e promesso di passare oltremare al conquisto della Terrasanta; e ciascuno de’ detti signori tenea al continuo in vana speranza il re d’Erminia, e·rre i suoi baroni; e ciascuno, cioè il papa e il re di Francia, gli fallirono, e’ Saracini corsono più volte l’Erminia con gran danno del paese; e però i baroni s’indegnarono contro al detto re, e l’uccisono.

## Discendenza
Guido da Theodora Syrgiannaina ebbe due figli:
- Isabella (o Zampea=Maria) (1333 circa – Mistrà 25 marzo 1380), Signora di Aradippou, sposò dopo il 26 febbraio 1349 Manuele Cantacuzeno (circa 1326 – 10 aprile 1380), Despota di Morea[33];
- un fanciullo morto giovane prima del 1347, come conferma la 1295-1360,_Nicephorus_Gregoras,_Bizantinae_Historiae che cita il secondo matrimonio di Guido e la nascita di almeno un secondo figlio[34].

## Ascendenza
|                           |                    |                                 | Genitori             |  |  | Nonni |  |  | Bisnonni           |  |  | Trisnonni               |  |
|                           |                    |                                 |                      |  |  |       |  |  | Enrico d'Antiochia |  |  | Boemondo IV d'Antiochia |  |
|                           |                    |                                 |                      |  |  |       |  |  | Enrico d'Antiochia |  |  | Boemondo IV d'Antiochia |  |
|                           |                    | Piacenza Embriaco de Gibelet    |                      |  |  |       |  |  | Enrico d'Antiochia |  |  |                         |  |
| Ugo III di Cipro          |                    |                                 |                      |  |  |       |  |  | Enrico d'Antiochia |  |  |                         |  |
|                           |                    | Isabella di Lusignano           | Ugo I di Cipro       |  |  |       |  |  |                    |  |  |                         |  |
|                           |                    | Isabella di Lusignano           | Ugo I di Cipro       |  |  |       |  |  |                    |  |  |                         |  |
|                           |                    | Isabella di Lusignano           | Alice di Champagne   |  |  |       |  |  |                    |  |  |                         |  |
| Amalrico II di Tiro       |                    | Isabella di Lusignano           |                      |  |  |       |  |  |                    |  |  |                         |  |
|                           |                    | Guido d'Ibelin                  | Giovanni di Ibelin   |  |  |       |  |  |                    |  |  |                         |  |
|                           |                    | Guido d'Ibelin                  | Giovanni di Ibelin   |  |  |       |  |  |                    |  |  |                         |  |
|                           |                    | Guido d'Ibelin                  | Melisenda d'Arsur    |  |  |       |  |  |                    |  |  |                         |  |
| Isabella d'Ibelin         |                    | Guido d'Ibelin                  |                      |  |  |       |  |  |                    |  |  |                         |  |
|                           |                    | Filippa Barlais                 | Amalrico Barlais     |  |  |       |  |  |                    |  |  |                         |  |
|                           |                    | Filippa Barlais                 | Amalrico Barlais     |  |  |       |  |  |                    |  |  |                         |  |
|                           |                    | Filippa Barlais                 | Agnese di Margat     |  |  |       |  |  |                    |  |  |                         |  |
| Guido di Lusignano        |                    | Filippa Barlais                 |                      |  |  |       |  |  |                    |  |  |                         |  |
|                           | Aitone I d'Armenia | Costantino di Barbaron          |                      |  |  |       |  |  |                    |  |  |                         |  |
|                           | Aitone I d'Armenia | Costantino di Barbaron          |                      |  |  |       |  |  |                    |  |  |                         |  |
|                           | Aitone I d'Armenia | Alice (o Partzapert) di Lampron |                      |  |  |       |  |  |                    |  |  |                         |  |
| Leone III d'Armenia       | Aitone I d'Armenia |                                 |                      |  |  |       |  |  |                    |  |  |                         |  |
|                           |                    | Isabella d'Armenia              | Leone II d'Armenia   |  |  |       |  |  |                    |  |  |                         |  |
|                           |                    | Isabella d'Armenia              | Leone II d'Armenia   |  |  |       |  |  |                    |  |  |                         |  |
|                           |                    | Isabella d'Armenia              | Sibilla di Lusignano |  |  |       |  |  |                    |  |  |                         |  |
| Isabella d'Armenia e Tiro |                    | Isabella d'Armenia              |                      |  |  |       |  |  |                    |  |  |                         |  |
|                           |                    | Aitone IV di Lampron            | …                    |  |  |       |  |  |                    |  |  |                         |  |
|                           |                    | Aitone IV di Lampron            | …                    |  |  |       |  |  |                    |  |  |                         |  |
|                           |                    | Aitone IV di Lampron            | …                    |  |  |       |  |  |                    |  |  |                         |  |
| Keran di Lampron          |                    | Aitone IV di Lampron            |                      |  |  |       |  |  |                    |  |  |                         |  |
|                           |                    | …                               | …                    |  |  |       |  |  |                    |  |  |                         |  |
|                           |                    | …                               | …                    |  |  |       |  |  |                    |  |  |                         |  |
|                           |                    | …                               | …                    |  |  |       |  |  |                    |  |  |                         |  |
|                           |                    | …                               |                      |  |  |       |  |  |                    |  |  |                         |  |

### Fonti primarie
- (FR)  Recueil des historiens des croisades. Historiens occidentaux. Tome premier.
- (FR)  Recueil des historiens des croisades. Historiens occidentaux. Tome second.
- (IT)  Chroniques d'Amadi et de Strambaldi. T. 1.
- (IT)  Chronique de l'Île de Chypre.
- (EN)  King Hetum II's Chronicle.
- (LA) 1295-1360,_Nicephorus_Gregoras,_Bizantinae_Historiae. vol II

### Letteratura storiografica
- (FR)  Les familles d'outre-mer.
- (EN) Thomas Sherrer Ross Boase, The Cilician Kingdom of Armenia, Edimburgo, Scottish Academic Press, 1978, ISBN 0-7073-0145-9.

- (FR) René Grousset, L'Empire du Levant: Histoire de la Question d'Orient, Parigi, Payot, 1949,  p. 402, ISBN 2-228-12530-X.

- Stéphane Binon: Guy d'Arménie et Guy de Chypre. Isabelle de Lusignan à la cour de Mistra. in: Annuaire de l'Institut de Philologie et d'histoire Orientales et slaves, 5, 1937, 125-142.
- Prosopographisches Lexikon der Palaiologenzeit I/1-8 Add., Nr. 92566, 1988, 168f.
- Henriette Kühl: Leon V. von Kleinarmenien. Ein Leben zwischen Orient und Okzident im Zeichen der Kreuzzugsbewegung Ende des 14. Jahrhunderts. Lang, Peter, Frankfurt 2000 ISBN 3-631-37180-2.